# Malang Diedhiou
Malang Diedhiou (ur. 30 kwietnia 1973 roku w Ziguinchor) – senegalski sędzia piłkarski. Od 2008 roku sędzia międzynarodowy.
Diedhiou znalazł się na liście 35 sędziów Mistrzostw Świata 2018.

## Sędziowane mecze Mistrzostw Świata 2018
| Mecz               | Data       | Miejsce                         | Runda        | Wynik | Żółta kartka | Czerwona kartka |
| ------------------ | ---------- | ------------------------------- | ------------ | ----- | ------------ | --------------- |
| Kostaryka – Serbia | 17.06.2018 | Samara Ariena, Samara           | Faza grupowa | 0:1   | 3            | 0               |
| Urugwaj – Rosja    | 25.06.2018 | Samara Ariena, Samara           | Faza grupowa | 3:0   | 4            | 1               |
| Belgia – Japonia   | 2.07.2018  | Rostow Ariena, Rostów nad Donem | 1/8 Finału   | 3:2   | 1            | 0               |